# Centro Especializado de Alto Rendimiento de Vela Príncipe Felipe

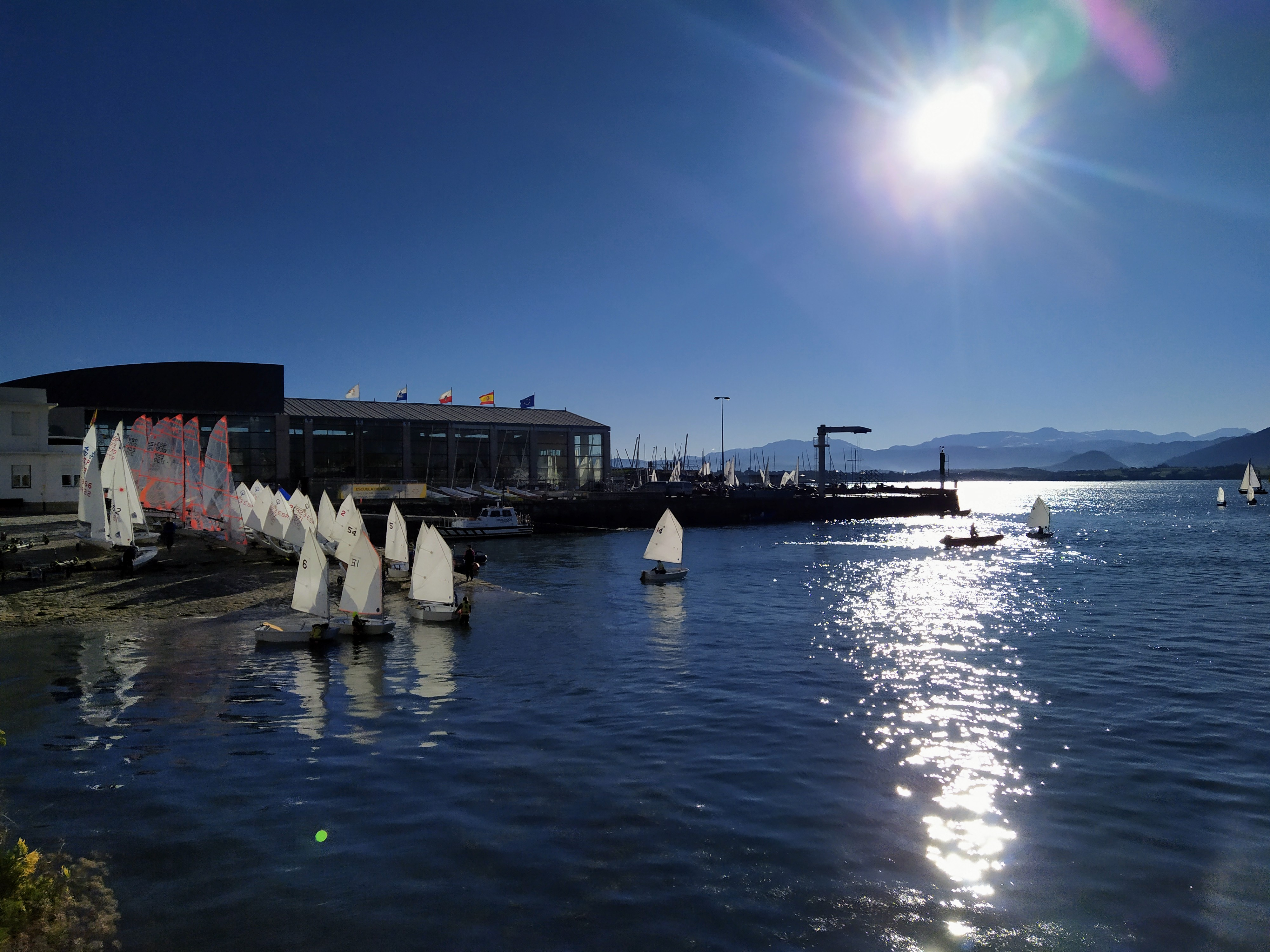
Es CEAR Príncipe Felipe tiene una escuela de regatas para que los alumnos vayan aprendiendo en funcionamiento de los barcos de vela y de las regatas.

El Centro Especializado de Alto Rendimiento de Vela Príncipe Felipe es una instalación deportiva para deportistas de alto rendimiento ubicada en la localidad de Santander, Cantabria, España. Está especializado en la el deporte de la vela. Es uno de los nueve centros de alto rendimiento que existen en España, y uno de los cinco dedicados específicamente a un deporte.
Desde 2018 es la sede de la Real Federación Española de Vela.
Tiene su origen en la Escuela de Vela de Santander, que en 1995 se convirtió en centro de alto rendimiento y en 2007 pasó a ser centro especializado de alto rendimiento. Fue remodelado y ampliado para la celebración del Campeonato Mundial de Vela Olímpica de 2014.
Este CEAR ha venido prestando servicios al deporte de la vela tanto para equipos españoles como internacionales, siendo principalmente base y centro de preparación del equipo olímpico español.

## Instalaciones
El centro cuenta con las instalaciones deportivas siguientes:
- Vestuarios
- Aulas
- Oficinas
- Biblioteca
- Sala de fisioterapia
- Oficina de entrenadores
- Sala de reuniones
- Sala de Audiovisuales
- Hangar de embarcaciones
- Taller
- Almacenes
- Grúa
- Gimnasio
- Sala de fisioterapia
- Explanada exterior
- Rampas de salida al mar